# 提姆·提伯

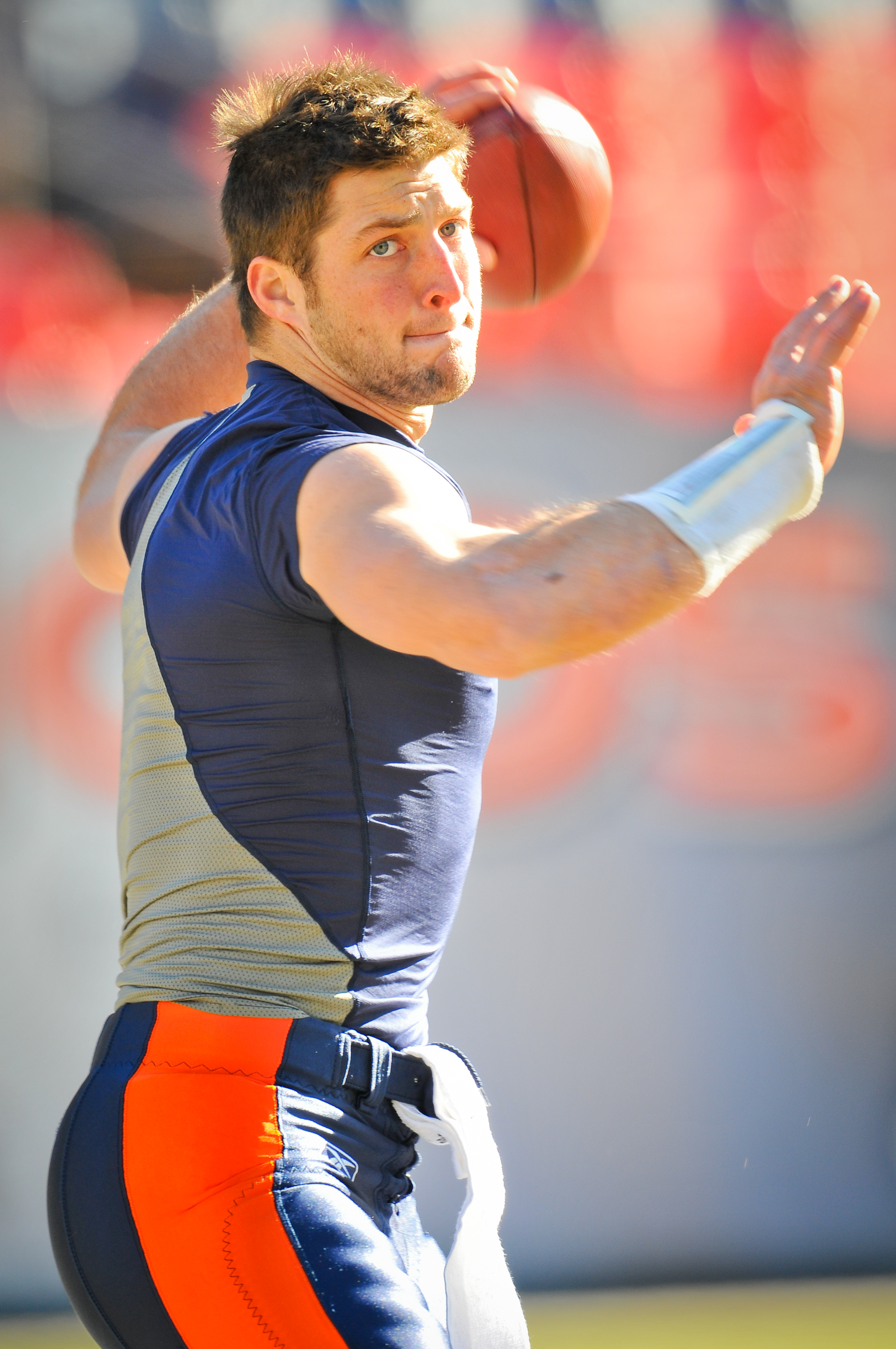
Tebow美式足球員身份時期

提姆·提伯（英語：Tim Tebow；1987年8月14日—）為美式足球員、曾為棒球員、球評、節目主持人。
曾就讀於佛羅里達大學並代表該校的美式足球隊參賽，並贏得海斯曼獎。後效力於國家美式足球聯盟丹佛野馬﹑紐約噴射機。在結束短暫的NFL三年職業生涯後，他轉往ESPN轉任播報員與主持節目。於2016至2021年入選MLB紐約大都會小聯盟，於2021年重返NFL傑克森維拉美洲豹，改打邊鋒。
除球技以外，他為人所知的是其英俊的相貌和虔誠的基督教信仰（當時與林書豪是全球年輕基督徒的偶像），他在球場上禱告的動作也被戲稱為「Tebowing」。

## 職棒生涯
提博在個人選秀會上以外野手身分登場，當時有非常多球隊願意與他簽約，最終他入選紐約大都會的小聯盟球隊。
2017年春，因大都會隊諸多選手入選經典賽賽事，提博因此得以參加大聯盟春訓，位置為投手指定打擊。在面對紅襪隊賽揚獎投手時三打數、零安打。
2020年2月25日，面對沙烏地阿拉伯出生的後援投手Alex Wilson，擊出了一隻兩分打點全壘打，也是他個人生涯第一支大聯盟春訓全壘打。